# The Answers
The Answers est une série télévisée américaine développée par la chaîne FX, prévue pour 2023. Il s'agit de l'adaptation du roman The Answers (en) de l'autrice américaine Catherine Lacey (en), publié en 2017.

## Distribution
- Lucy Hale : Mary
- David Corenswet : Christopher Skye
- Raúl Esparza : Dr Crowe
- Pallavi Sharda : Ash
- Melanie Field (en) : Dani
- Krys Marshall : Ellis
- Kineta Kunutu : Nic
- Mariesa Crouse : Blue
- Savannah Miller (en) : Frances